# Сентрал Кост Маринерс
«Сентрал Кост Маринерс» — австралийский футбольный клуб из города Госфорд, штат Новый Южный Уэльс. Действующий чемпион Эй-лиги. Клуб был основан в 2004 году. «Маринерс» являются одним из трёх представителей Нового Южного Уэльса, однако из трёх команд именно они являются старейшим клубом, принявшим участие в чемпионате Австралии. Уже в своём первом сезоне они дошли до финала плей-офф, где уступили «Сиднею».

## Достижения
- Победитель плей-офф А-лиги (3): 2012/13, 2022/23, 2023/24
- Финалист плей-офф А-лиги (3): 2005/06, 2007/08, 2010/11
- Второе место в регулярном чемпионате А-лиги (1): 2010/11, 2012/13, 2022/23
- Победитель предсезонного кубка (1): 2005
- Финалист предсезонного кубка (1): 2006
- Победитель Кубка АФК (1): 2023/24

## Клубы-побратимы
- Ференцварош
- Шеффилд Юнайтед